# Eurytoma albinervis
Eurytoma albinervis är en stekelart som beskrevs av Karl Eduard Lindeman 1881. Eurytoma albinervis ingår i släktet Eurytoma och familjen kragglanssteklar. Inga underarter finns listade i Catalogue of Life.